# Kriptovaluta

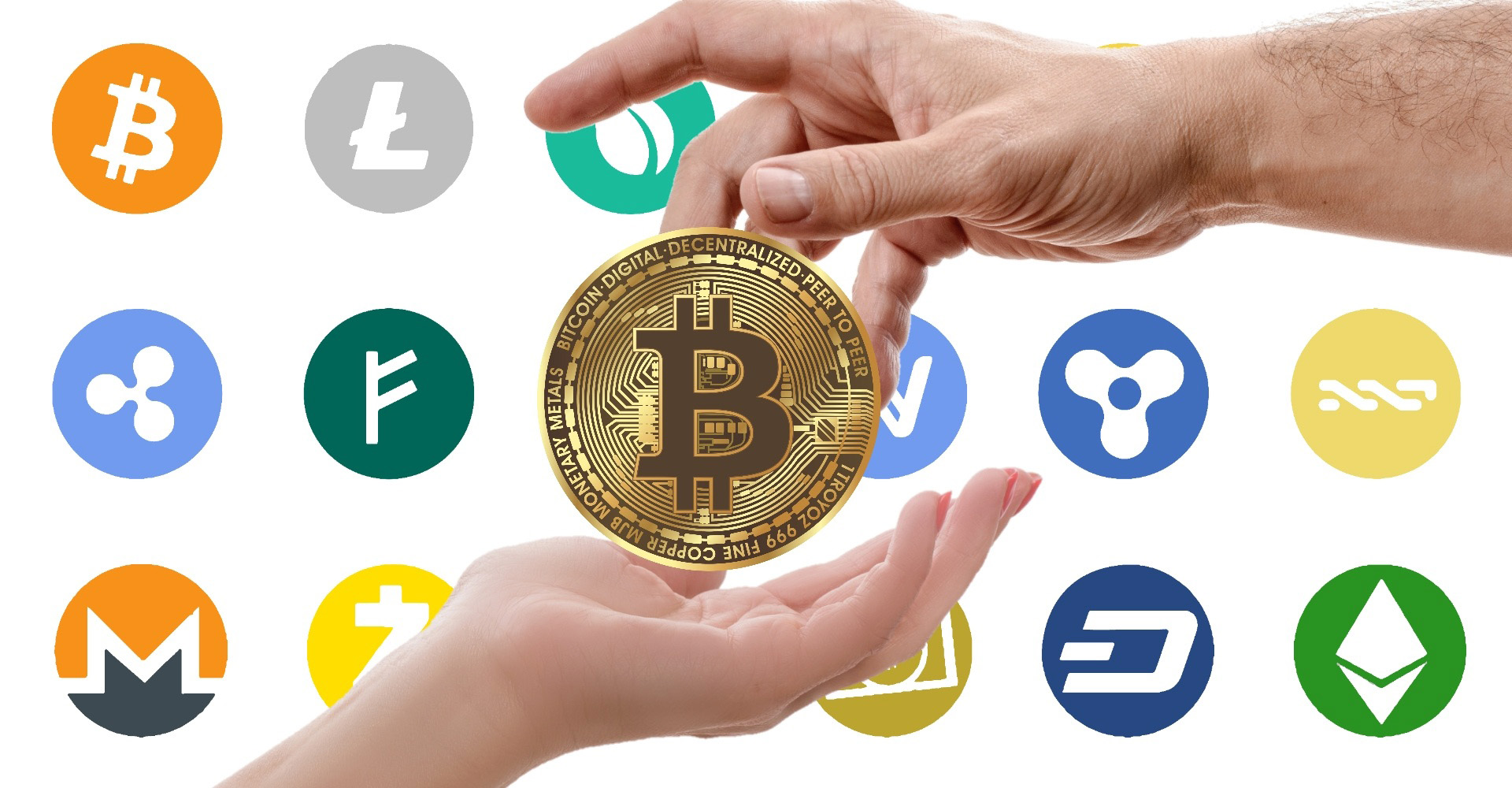
Néhány kriptovaluta logója a sok közül

A kriptovaluta olyan digitális eszköz, mely csereeszközként vagy manapság fizetőeszközként is funkcionál. Kriptográfiát (titkosítást) használ a tranzakciók biztonságossága érdekében. A kriptovaluták a digitális valuták egy részhalmazát képviselik, de besorolhatók az alternatív valuták vagy a virtuális valuták csoportjába is. A legtöbb kriptovaluta közös jellemzője a decentralizáció, azaz a központi felügyelet nélküli működés (hasonlóan az Internethez) melynek köszönhetően országhatárokon keresztüli fizetőeszközként lehet használni.
A bitcoin a legelső és legismertebb kriptovaluta, amely 2009-ben Satoshi Nakamoto néven (vagy álnéven) került kibocsátásra. Azóta számos kriptovaluta jelent meg a piacon. Ezeket gyakran altcoinoknak is nevezik, a bitcoin és az alternatív szavak összekapcsolásával. A bitcoin és alternatívái a hagyományos, centralizált bankrendszerrel szemben decentralizáltak. A decentralizált ellenőrzés a blockchain használatához kapcsolódik, mely egy elosztott főkönyvi technológia. Lényege, hogy az egymással kapcsolatban lévő emberek elektronikus pénzt tudnak fogadni és küldeni mindenféle központosítás nélkül.
Közgazdász bírálói szerint a kriptovaluták nem rendelkeznek a pénz fontos funkcióival, nincs mögöttük gazdasági háttér. Az irántuk fennálló bizalom megroppanása esetén gyors bukás lehet a sorsuk, ezért piramisjátékhoz hasonlítanak. Egy-egy kriptovaluta kínálata véges lehet, de végtelen számban létrehozható és divatossá tehető más hasonló digitális eszköz is, amint azt a gyakorlat is mutatja. Értékük kizárólag a hívők lelkesedésétől függ.
További súlyos bírálat éri a kriptovalutákat energiaigényük miatt, ami 2018–19-ben magasabb volt egyes közepes országok energiafogyasztásánál is. Ezért kritikusai szerint a kriptovaluták nagyon drága megoldást jelentenek egy nem létező problémára.
A kriptovaluták inspirálták a központi bankokat a digitális jegybankpénz létrehozására, ami 2023-ban még a legtöbb országban csak kísérleti stádiumban van, de céljai szerint kiküszöböli a kriptovaluták egyik fő kockázati tényezőjét, a csalás lehetőségét és megtartja annak sok előnyét – bár központi ellenőrzés alatt működik.

## Áttekintés
Mára több ezer kriptovaluta létezik. Az ethereum, binance smart chain (BSC), vagy egyéb, a bitcointól eltérő blokkláncon futó kriptovalutát altcoinnak nevezzük. Tetszőleges kriptovaluta tokent létre lehet hozni az azt támogató blokkláncokon, amennyiben az adott blokklánc rendelkezik egy token szabvánnyal (például ERC20 vagy CRC20). Ekkor egy, a konkrét token szabványt implementáló okosszerződést kell készíteni a kriptovaluta létrehozásához.
A kriptovaluta rendszeren belül a biztonságosságot, az integritást, a főkönyvek egyensúlyát különböző módszerekkel tartják fenn. Mivel a bitcoin Proof-of-work alapú, ezért az ú.n. bányászok közössége végzi a tranzakciók hitelesítését.
A bitcoin bányászat alapját a hálózat képzi, amiben számítógépek (hozzáférési pontok, azaz node-ok, vagy kliensek) sokasága összeáll egy rendszerbe, ahol megegyeznek arról, hogy a résztvevőknek van egy bizonyos összege. Erről az összegről és az összes tranzakcióról permanens bejegyzések készülnek, amik blokkokból állnak.
A kriptovaluta főkönyvek biztonságossága azon a feltételezésen alapszik, hogy a bányászok nagy része becsületesen próbálja kezelni a főkönyvet, mivel pénzügyi érdeke rejlik benne.
A legtöbb kriptovalutát úgy tervezték, hogy fokozatosan csökkentsék a valuta összes volumenének kibocsátását, így egy végső határt szabva a forgalomban lévő valuta mennyiségének, akárcsak a nemesfémeknél. A hagyományos pénzintézeteknél tartott valutákkal vagy készpénzzel összehasonlítva, a bűnüldöző szerveknek nehezebb dolguk van, ha kriptovalutát akarnak lefoglalni. Ez a nehézség a kriptográfia technológiájából ered.
Az alábbi táblázat szemlélteti a kriptovaluta hagyományos valutához való viszonyát: 
|                                                     | Kriptovaluta (pl. bitcoin, ethereum stb.)                                                                                               | Hagyományos nemzeti valuta (pl. euró, forint stb.)                                                                |
| Ki irányítja, felügyeli?                            | Nyílt forráskódú szoftvert futtató számítógépek hálózata                                                                                | A valutát kibocsátó állam.                                                                                        |
| Hogyan tartja meg az értékét?                       | A kereslet és kínálat alapján. | Elsősorban a valutát kibocsátó kormányzatba vetett bizalom alapján.                                               |
| Mi biztosítja a hátterét?                           | Számítógépek hálózata, amelyek minden egyes tranzakciót ellenőriznek. Bárki részt vehet a folyamatban, akinek internet hozzáférése van. | Harmadik személyek, mint amilyenek a bankok vagy kormányok. Csak néhány kiválasztott intézmény vehet részt benne. |
| Van fizikai megvalósulási formája? (bankjegy, érme) | nincs | van |
| Vásárolhatok vele?                                  | Igen, ahol a kereskedők elfogadják. | Igen, de többnyire csak a valutát kibocsátó országban.                                                            |

## Architektúra

### Blokklánc
A kriptovaluták többségét a blockchain (blokklánc) validálja. A blockchain egy folyamatosan növekvő lista, amely blokkokból áll. A blokkok biztonságos kriptográfiai módszerekkel kapcsolódnak egymáshoz. A blokkláncon tárolt információ egy megosztott – és folyamatosan összeegyeztetett – adatbázisként létezik.

## Története
A kriptovaluták története egészen az 1980-as évekig nyúlik vissza Hollandiába. A kamionsofőrök készpénz helyett egy újfajta kártyát kaptak, ezzel fizettek a tankolásokért. Az 1990-es években a DigiCash nevű vállalkozáshoz fűződik a kriptovaluta elődje. A cég a tranzakciók során már akkor kriptográfiát használt. David Chaum – a DigiCash alapítója – 1993-ban feltalálta az e-cash nevű digitális fizetési rendszert. Működése hiába volt sikeres, a cég a későbbiekben csődbe ment – az innovációja meghaladta a kor elvárásait és gyakorlatát. 1998-ban érkezett mérföldkőhöz a történet, amikor is megalakult egy nemzetközi digitális rendszer, a PayPal, amely lehetővé tette online pénzátutalások lebonyolítását.
Az első tényleges kriptovaluta kibocsátására 2009-ig kellett várni (nem véletlenül, igazodva a globális pénzügyi válság kezdő időszakához), amikor is egy Satoshi Nakamoto nevű ember, vagy csoport, megalkotta a bitcoint. Jellegzetes tulajdonságai, hogy független a kormányzati és vállalati érdekektől, nem kapcsolódik be a hagyományos bankrendszerbe, decentralizált, megvásárlása törvényes valutával történik. Kriptográfiát, titkosítást használ, és ha a felek úgy akarják, anonimak maradhatnak a tranzakció lebonyolítása során. A bitcoin protokoll alapjait híres fehér könyvében, az "Egy peer-to-peer elektronikus készpénzrendszer" című tanulmányában fektette le.
Néhány évnek el kellett telnie ahhoz, hogy a kriptovaluta szélesebb körben is ismertté és elismertté váljon. Az évek folyamán rengeteg új valuta jelent meg a kriptovaluták piacán, néhány ezek közül igazi sikertörténetté vált, nagy része pedig elértéktelenedett. Jelenleg is több ezer kriptovaluta létezik, amelyek egyre szélesebb körben felhasználhatók. Léteznek kriptovaluta alapú bankkártyák, melyek a kriptovalutákat ténylegesen elkölthető pénzzé váltják át. Emellett a mai napig léteznek olyan országok, melyek korlátozzák vagy tiltják (pl. Kína) használatukat, de láthatunk arra is példát, hogy a kriptovaluták az ország és a kormányzat teljes támogatását élvezik, például Észtország, Svájc vagy Japán.

## Nyilvánosság
A jegybankok képviselői kijelentették, hogy az olyan kriptovaluták befogadása, mint a bitcoin jelentős kihívás elé állítja a jegybankokat. További véleményük szerint, ahogyan a kriptovaluták kereskedelmi elfogadottsága egyre népszerűbbé válik, úgy csökken a fogyasztói bizalom a hivatalos pénzekben. Gareth Murphy – magas rangú jegybanki tisztségviselő – szerint a kriptovaluták széles körű elterjedése egyre inkább megnehezíti a statisztikai hivatalok gazdasági tevékenységgel kapcsolatos adatgyűjtését. A virtuális valuták új kihívás elé állítják a jegybankok alapvető fontosságú monetáris és árfolyam politikáját.
Az első bitcoin ATM a Robocoin nevéhez fűződik, indítása 2014. február 20-án történt. Az első „bódét” Texas állam, Austin városában telepítették. Egészen hasonló az ATM automatákhoz annyi különbséggel, hogy ez esetben egy scanner olvassa be a kormányzat által kiállított azonosító okmányokat – vezetői engedély vagy útlevél – a felhasználó azonosítása érdekében.
2017 májusában a bitcoin ATM-ek száma elérte az 1189-et világszerte.

## Jogszerűség
A kriptovaluták helyzete lényegesen különböző országonként és jogilag továbbra sem meghatározott. Míg bizonyos országok kifejezetten engedik használatát és kereskedelmét, addig mások tiltják vagy korlátozzák azt. A különböző kormányzati szervek, kormányhivatalok és bíróságok eltérően kategorizálják a bitcoint.
Például 2014-ben a kínai jegybank megtiltotta a pénzintézeteknek a bitcoin kezelését.
Oroszországban ugyan legális a kriptovaluta, mégis az orosz rubelen kívül illegális bármilyen más valutával fizetni. Mindeközben az orosz jegybank, sok más központi bankhoz hasonlóan, saját digitális jegybankpénz létrehozásán tevékenykedik.
2014. március 25-től az Egyesült Államok Adóhatósága adózási szempontból a bitcoint vagyonként tartja számon. Ez azt jelenti, hogy nyereségadó fizetendő utána. A szabályozásnak természetesen nagy előnye, hogy törvényileg tisztázza a bitcoint. A befektetőknek nem kell többé azon aggódniuk, hogy a bitcoinból szerzett profit nem illegális-e vagy hogy hogyan jelenítsék azt meg az adóbevallásukban.

## Gazdaság
A kriptovalutákat elsősorban bankrendszereken és intézményi kereteken kívül használják, a digitális világon keresztül. Amíg ezek az alternatív, decentralizált kereskedési platformok a fejlesztés kezdeti stádiumában vannak, kihívások elé állítják a hagyományos pénzügyi rendszereket.
2017 júliusában a kriptovaluták teljes tőkepiaci értéke több mint 100 milliárd dollár, a lebonyolított napi mozgás több mint 6 milliárd dollár.
2021 végére a kripto piac teljes piaci kapitalizációja elérte a 2000 milliárd dollárt. Ebből a bitcoin dominanciája 40% körül mozog.
A kriptovaluták listáját a Coinmarketcap vagy a Coingecko oldalak segítségével tudjuk egyszerűen követni.

## Indexek
Ahhoz, hogy nyomon követhessük a kriptovaluta piac folyamatos fejlődését, indexek állnak rendelkezésre, melyek figyelemmel kísérik a jelentősebb kriptovalutákat és azok piaci értékét.

### Kriptoindex, CRIX
A kriptovaluta-index (CRIX) olyan mérés, melyet a berlini Humboldt Egyetem és a Szingapúri Egyetem statisztikusai fejlesztettek ki a CoinGecko vállalat közreműködésével. A számítások során az algoritmus figyelembe veszi a kriptovaluta-piac gyakori változásait, a folyamatosan megjelenő új kriptovalutákat és még a már létező valuták szokatlan kereskedelmét is. Ez az első olyan dinamikus index, melyben visszatükröződnek a kriptovaluták piacának változásai is.

## Közgazdasági kritika
A kriptovalutákkal szembeni legsúlyosabb kritika lényege az, hogy nem tekinthetők pénznek, nem teljesítik a pénz közgazdasági funkcióit: értékmérő, forgalmi eszköz, fizetési eszköz, felhalmozási eszköz és világpénz.
A kriptovalutáknak nincs értékmérő képessége, árfolyamuk erősen ingadozik. A Tesla, amikor bejelentette, hogy elfogad bitcoint autóiért, azért továbbra is dollárban határozta meg az árat, azaz az értékmérő továbbra is a dollár volt. Azóta a vállalat elállt ettől a gyakorlattól is.
A kriptovaluta nem forgalmi eszköz, mivel nem lehet vele adásvételi tranzakciókat könnyen, olcsón és gyorsan végrehajtani. Egyetlen tranzakció hosszú perceket, esetleg órákat vehet igénybe, miközben csak a VISA hálózata másodpercenként mintegy 25 000 tranzakciót hajt végre világszerte. Az átutalási költségei általában igen magasak.
Kincsképző, befektetési, felhalmozási eszközként sem állják meg a helyüket. Egy-egy kriptovaluta kínálata véges lehet, de bármikor létrehozható és divatossá tehető a mintájára más hasonló digitális eszköz is, amint azt a gyakorlat mutatja. A jegybankok a gazdaság, illetve a gazdaságpolitika igényeinek megfelelően nyomtatják a pénzt, a kriptovaluták esetében ennek csak a termelők lelkesedése és energiaforrásai szabnak határt. A kriptovaluta nem digitális arany, mivel az aranynak van valós kereslete a spekuláción túl is, ékszerkészítésre és az iparban is alkalmazzák; ha valamiért túl olcsóvá válna, ezek a területek felszívnák a „felesleget”. A kriptovalutáknak nincs gyakorlati felhasználási területe, ha egyszer meginog a bizalom irántuk, összeomlanak.

### Hatalmas energiafogyasztás
A Proof of Work (PoW) elven alapuló kriptovaluták nagy energiapazarlásuk és nem létező társadalmi hasznuk miatt totálisan szembemennek a mai környezetvédelmi, klímapolitikai törekvésekkel.

### Piramisjáték
Közgazdász kritikusai szerint a kriptovaluták a Ponzi-rendszerre, azaz a piramisjátékra vagy pilótajátékra hasonlítanak annyiban, hogy a kezdeti beszállók jelentős nyereséget könyvelhetnek el – feltéve hogy időben kiszállnak –, amit aztán a később beszállók fizetnek meg.

## Fordítás
- Ez a szócikk részben vagy egészben  a   Cryptocurrency című angol Wikipédia-szócikk ezen változatának fordításán alapul.  Az eredeti cikk szerkesztőit annak laptörténete sorolja fel. Ez a jelzés csupán a megfogalmazás eredetét és a szerzői jogokat jelzi, nem szolgál a cikkben szereplő információk forrásmegjelöléseként.

## Kapcsolódó szócikk
- Digitális jegybankpénz